# Diego Calderón
Diego Armando Calderón Espinoza (ur. 16 października 1986 w Quito) – ekwadorski piłkarz występujący najczęściej na pozycji lewego obrońcy, od 2016 zawodnik Zacatepec.

## Kariera klubowa
Calderón pochodzi ze stołecznego miasta Quito i jest wychowankiem tamtejszego zespołu CD Espoli. W wieku 17 lat przeszedł jednak do lokalnego rywala zespołu – LDU Quito, w barwach którego zadebiutował w ekwadorskiej Serie A. W sezonie Apertura 2005 wywalczył z LDU tytuł mistrza kraju, lecz nie potrafił sobie wywalczyć miejsca w wyjściowym składzie i został wypożyczony na sezon 2006 do mniej utytułowanego Deportivo Azogues.
Po powrocie do LDU, w rozgrywkach 2007, Calderón osiągnął z nim mistrzostwo kraju, jednak największe osiągnięcie w piłkarskiej karierze odnotował rok później – wówczas sensacyjnie triumfował ze swoją ekipą w Copa Libertadores. W tym samym sezonie 2008 został także wicemistrzem Ekwadoru i zajął drugie miejsce w Klubowych Mistrzostwach Świata, ulegając w finale Manchesterowi United. Premierowego gola w najwyższej klasie rozgrywkowej strzelił 1 czerwca 2008 w wygranej 3:0 konfrontacji z Olmedo. W 2009 roku wygrał rozgrywki Copa Sudamericana, natomiast dwa razy z rzędu – w latach 2009 i 2010 – zdobywał z LDU kontynentalny superpuchar – Recopa Sudamericana. W 2010 roku po raz kolejny został mistrzem Ekwadoru, a w 2011 roku doszedł do dwumeczu finałowego Copa Sudamericana, przegrywając w nim z Universidadem de Chile.
W 2013 roku Calderón przeszedł do Colorado Rapids. W 2014 grał w LDU Quito, w 2015 w Barcelona SC, a w 2016 przeszedł do Zacatepec.
| Sezon | Klub              | Kraj              | Rozgrywki  | Mecze | Bramki |
| ----- | ----------------- | ----------------- | ---------- | ----- | ------ |
| 2005  | LDU Quito         | Ekwador           | Serie A    | 2     | 0      |
| 2006  | Deportivo Azogues | Ekwador           | Serie A    | 11    | 0      |
| 2007  | LDU Quito         | Ekwador           | Serie A    | 27    | 0      |
| 2008  | LDU Quito         | Ekwador           | Serie A    | 32    | 2      |
| 2009  | LDU Quito         | Ekwador           | Serie A    | 32    | 0      |
| 2010  | LDU Quito         | Ekwador           | Serie A    | 34    | 1      |
| 2011  | LDU Quito         | Ekwador           | Serie A    | 36    | 0      |
| 2012  | LDU Quito         | Ekwador           | Serie A    | 41    | 1      |
| 2013  | Colorado Rapids   | Stany Zjednoczone | MLS        | 4     | 0      |
| 2014  | LDU Quito         | Ekwador           | Serie A    | 12    | 0      |
| 2015  | Barcelona SC      | Ekwador           | Serie A    | 13    | 0      |
| 2014  | Zacatepec         | Meksyk            | Ascenso MX |       |        |

## Kariera reprezentacyjna
W seniorskiej reprezentacji Ekwadoru Calderón zadebiutował 28 maja 2011 w zremisowanym 1:1 meczu towarzyskim z Meksykiem. W tym samym roku został powołany przez selekcjonera Reinaldo Ruedę na rozgrywany w Argentynie turniej Copa América, gdzie pozostawał rezerwowym swojej ekipy, nie występując w żadnym meczu, natomiast Ekwadorczycy nie zdołali wyjść z grupy.